# محمد تتشي
محمد تتشي مواليد 30 أبريل 1981 في جمهورية مقدونيا، هو لاعب كرة سلة مقدوني. بدأ مسيرته الاحترافية في سنة 1998. يلعب في الدوري المقدوني لكرة السلة. اعتزل اللعب في 2011.

## المسيرة الاحترافية
لعب مع إم زد تي سكوبيه في موسم 1998–1999، ثم لعب مع نادي بريشتينا لكرة السلة في موسم 2001–2002، ثم لعب مع إم زد تي سكوبيه في موسم 2007–2008.

## روابط خارجية
- محمد تتشي على موقع كرة السلة الأوروبية.كوم (الإنجليزية)